# Aron Siöstierna
Aron Siöstierna (Sjöstjerna), född 7 december 1752 på Ulvåkraholm, Nöbbele socken, Kronobergs län, död 28 april 1811 i Karlskrona, Blekinge län, var en svensk militär och tecknare.
Han var son till kommendörkapten Göran Adlersten Siöstierna och Anna Elisabet von Boisman. Siöstierna avslutade sin militära karriär som major vid örlogsflottan. Han utförde under sin tjänstetid en rad sjöhistoriskt intressanta teckningar med sjöslag mellan de svenska och ryska flottorna. Teckningarna består av en kartmässig minutiös översiktsbild av ett nyckelskede i drabbningarna samt i anslutning därtill ett antal mindre schematiska framställningar av fartygens manövrer i samband med slaget. Siöstierna är representerad vid Krigsarkivet i Stockholm med en teckning från slaget vid Hogland 1788 och vid Uppsala universitetsbibliotek med en teckning från slaget vid Ölands södra udde 1789 samt en landskapsteckning vid Nationalmuseum.